# Gezeiten
Gezeiten — четвёртый студийный альбом австрийской группы L'Âme Immortelle, вышедший в 2004 году. Три сингла: «Fallen Angel», «5 Jahre» и «Stumme Schreie» — это одни из самых популярных песен L'Âme Immortelle. Выпущенный в 2004 году, этот альбом стал первым, который группа сделала после перехода на лейбл Supersonic.

## Список композиций
1. «Es Zieht Dich Davon» — 5:26
2. «5 Jahre» — 4:13
3. «Fear» — 4:24
4. «Stumme Schreie» — 3:32
5. «Fallen Angel» — 5:03
6. «Gezeiten» — 4:24
7. «Rain» — 3:38
8. «Masquerade» — 3:35
9. «Kingdom» — 5:34
10. «Calling» — 4:25
11. «Ohne Dich» — 5:37
12. «Believe in me» — 4:26 (bonustrack)[1]
13. «Without you» — 4:05 (bonustrack)[1]

## Синглы
- «5 Jahre»
- «Stumme Schreie»
- «Fallen Angel»

## Клипы
- «5 Jahre»
- «Stumme Schreie»
- «Fallen Angel»